# Orkiestra z Chmielnej
Orkiestra z Chmielnej – warszawski zespół muzyczny grający popularne przed laty utwory muzyczne na ulicach i placach stolicy. 

## Opis
Zespół kontynuował tradycje grupy założonej w 1928 przez Władysława Jaworskiego, grającej i śpiewającej na ulicach i podwórkach Warszawy.
Nazwa zespołu pochodzi od nazwy ulicy Chmielnej przy której występował on przez wiele lat. W latach 1950–1990 wschodni odcinek ulicy nosił nazwę Henryka Rutkowskiego, co doprowadziło do paradoksalnej sytuacji, że Orkiestra z Chmielnej koncertowała na ulicy Rutkowskiego.
Zespół ma za sobą także nagrania studyjne oraz wiele występów w radiu i telewizji. Muzycy orkiestry wykonują utwory na tradycyjnych dla kapel podwórkowych instrumentach: akordeonie, skrzypcach, kontrabasie, bandżoli, gitarze i klarnecie.
Wieloletnim liderem zespołu był Janusz Mulewicz.